# Insônia fatal
Insônia fatal é uma doença neurodegenerativa hereditária ou esporádica causada pela alteração dos PrPC (príons celulares considerados comuns a todas as células que não manifestam nenhum mal ao organismo).
A enfermidade costuma manifestar-se a partir da meia idade, em ambos os espectros. Inicialmente ocorre uma dificuldade em dormir, evoluindo para uma insônia intensa. Isso ocorre porque o tálamo (responsável pelo controle do sono-vigília e auxiliar na resposta dos sentidos) é comprometido. Atina a uma doença de evolução rápida.
Cursivamente, alucinações, delírios e confusão mental incoam a hastear-se, promovendo estados críticos de demência, e, fortuitamente, morte.  A média de sobrevida desde a acepção aos sintomas é de 18 meses. O primeiro caso reportado fez-se presente na Itália, em Veneza, através de um homem falecido em 1765.

## Sinais e sintomas
A doença admite quatro estamentos:
1. O paciente acometido tem insônia progressiva, engendrando ataques de pânico, paranoias e fobias. O estadiamento perdura por aproximadamente quatro meses.
2. Alucinações e ataques de pânico sobrepujam-se ponderavelmente. Tal estágio manifesta-se por quase três meses.
3. Absoluta incapacidade de dormir é seguida por fugaz perda de peso. Tal seção elenca-se por três meses.
4. Demência, durante a qual o arremetido torna-se irresponsivo ou mudo por seis meses, é o sinal peremptório. Após si, há o óbito do paciente.[2]

Outros sintomas aludem a sudorese oblíqua, ínfimas pupilas, entrada súbita na menopausa em mulheres e impotência em homens, rigidez no pescoço, e eminência na pressão arterial e frequência cardíaca. Constipação, adicionalmente, é um relato usual.
Enquanto a enfermidade soergue, a pessoa passa a irromper um estado de limbo "pré-sono" (hipnagogia), uma condição válida em indivíduos saudáveis, a qual precede o sono inato. Durante tal circunstância, acometidos trivial e repetidamente movem seus membros como se estivessem sonhando.
A idade de despertamento é volátil, partindo de, ordinariamente, 18 anos, a uma escala máxima de 60, ainda que a média remonte a 50. A variante hereditária pode ser prevista ou detetada em avaliações genéticas.

## Causa (cambiante hereditária)
O gene PRNP, que provém instruções para a suscitação da proteína do prião PrPC, está situado no braço curto (p) do cromossomo 20, na posição p13. Bem como flagelados da IFF, familiares com Creutzfeldt-Jakob logram de uma mutação no codão 178 do gene da proteína do prião. Ainda, a IFF é involuvelmente vinculada à presença do codão de metionina na posição 129 do alelo mutante, enquanto que a fCJD está associada à presença do códon valina em tal posição. "A doença é caracterizada por uma mudança de aminoácido na posição 178, já que uma asparagina (N) é encontrada em vez do ácido aspártico normal (D). Isso deve ser acompanhado por uma metionina na posição 129."

## Patofisiologia
Por si só, a presença de príons causa uso atenuado de glicose pelo tálamo e hipo-metabolismo moderado do córtex cingulado. A extensão desse sintoma varia entre duas versões da doença, sendo aquelas que apresentam homozigotos de metionina no códon 129 e heterozigotos de metionina/valina sendo os mais graves no último. Uma vez havendo relação entre o envolvimento do tálamo na regulação do sono e consciência, uma ligação é banalmente conchavada, sendo, portanto, frequentemente identificada como a causa.

## Diagnóstico
O diagnóstico é hasteado com circunstâncias sintomáticas. Trabalhos peremptórios, vulgarmente executados para primar-se a condição de modo definitivo, incluem estudos do sono e exames de tomografia por emissão de positrões, a PET.

## Diagnóstico diferencial
Outros distúrbios enredados à proteína do prião já são conhecidos. Algumas são transmissíveis (como reproduzido na encefalopatia espongiforme bovina de caráter especificamente transmissível ou não, kuru, doença de cervos zumbi, e, por fim, doença de Creutzfeldt-Jakob). Previamente, acreditava-se que doenças priônicas apenas seriam estimadas transmissíveis caso houvesse contiguamento direto com tecidos contaminados, como aferido na ingestão de tecido infectado, transfusão ou transplante; pesquisas sugerem que príons podem ser transmitidos por aerosois, que, não obstante, reforça que o público ordinário não sofre riscos de infecções aéreas.

## Tratamento
Tratamentos aplicam cuidados de suporte, alcunhado tratamento sintomático. Logo, o destino dos procedimentos buscam efetuar uma canalização dos sinais fomentados pela enfermidade. No entanto, hipnóticos, vide barbitúricos, não têm demonstrado auspiciosidade; em contraste, em 74% dos casos, foi relatado que pareciam ter importado em piora do quadro.

## Prognóstico
A patologia é resolutamente fatal. A expectativa de vida arranca de 7 meses a 6 anos, com uma média de 18 meses.

## Epidemiologia
Em 1998, certificou-se que 40 famílias carregavam o gene para a IFF, globalmente; 8 germânicas, 5 italianas, 4 americanas, 2 francesas, 2 australianas, 2 britânicas, 1 japonesa, e 1 austríaca. No País Basco, Espanha, 16 casos de famílias portadas da mutação 178N foram reportados dentre 1993 e 2005, relacionados a duas famílias com um ancestral comum no século XVIII. Em 2011, outro homem, nos Países Baixos, foi aditado à lista, devido ao surgimento do primeiro caso da variante hereditária na nação. Ainda que tivesse vivido no país durante 19 anos, correspondia a um descendente egípcio.
Há doenças priônicas semelhantes quanto aos sintomas refletidos em pacientes flagelados pela IFF; todavia, com a mutação no gene D178N inconstante.
Em 2016, 24 casos de insônia esporádica fatal haviam sido confirmados. Em tal variante, há uma mutação diferente, porém única, e no mesmo gene que o afetado no tipo familiar, provocando homozigose de metionina no códon 129.

### Silvano, Bologna, Itália, 1983
No final de 1983, o neurologista e especialista do sono Dr. Ignazio Roiter recebeu um paciente no instituto do sono do hospital da Universidade de Bologna. O homem, apenas conhecido por Silvano, decidiu, em meio a um raro momento de consciência, a ser estudado para estudos futuros, concordando em compartilhar seu cérebro para novas averiguações, almejando a conquista de uma cura para fortuitas vítimas.

### Paciente desconhecidopor Schenkein & Montagna, 2001
Uma pessoa foi capaz de irromper a média de tempo de sobrevivência por, praticamente, um ano, contemplado por diversas estratégias, como terapia vitaminante e meditação, empregando distintos estimulantes e hipnóticos, e mesmo privação sensorial absoluta, na tentativa de induzir o sono à noite e aumentar a atenção durante o dia. Conseguiu escrever um livro e dirigir centenas de quilômetros nesse período, mas, ao passo da graduação crescente, sucumbiu à progressão clássica de quatro estágios da doença.

### Homem egípcio,Países Baixos, 2011

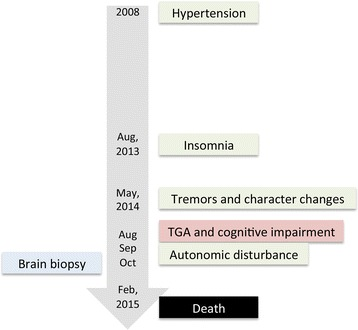
Linha do tempo de um paciente (análoga ao descrito acima)

Em 2011, o primeiro caso relatado na Holanda foi de um homem de 57 anos de ascendência egípcia. O homem ingressou na sintomatologia com visão dupla e perda progressiva de memória. Sua família também notou que ele tornara-se desorientado, paranoico e confuso. Enquanto adormecia durante atividades diárias aleatórias, ele sofria sonhos vívidos e movimentos musculares indiscriminados durante o sono normal, em ondas lentas. Após 4 meses desde a acepção aos sintomas, passou a ter convulsões nas mãos, tronco e membros inferiores enquanto acordado. A pessoa morreu aos 58 anos, 7 meses após o início dos sintomas. Uma autópsia revelou moderada atrofia do córtex frontal e moderada atrofia do tálamo. Este último é um dos sinais mais comuns da IFF.

## Retratos populares
Em Something's Killing Me with BD Wong, novembro de 2017 (primeira temporada, episódio cinco), "Family Curse ['maldição familiar']", a IFF é o tópico.
A novela de Nancy Kress, Pathways, refere-se à pesquisa da FFI.

## Inspecionamentos
Ainda com benefícios pouco claros para os seres humanos, vários tratamentos tiveram sucesso tentativo em retardar a progressão da doença em modelos animais, incluindo projetos ensaiando polissulfato de pentosano, mepacrina e anfotericina B. Desde 2016, um estudo investigando a doxiciclina tem sido conduzido.
Em 2009, um modelo de ratos foi criado para a IFF. Esses ratos expressaram uma versão humanizada da proteína PrP, que também contêm a mutação D178N. Esses camundongos parecem ter progressivamente menores e mais curtos períodos de sono ininterrupto, danos no tálamo e mortes precoces, semelhantes ao ilustrado em seres humanos.
A Prion Alliance foi estabelecida pelo casal Eric Minikel e Sonia Vallabh, depois que Vallabh foi diagnosticada com a doença fatal. Eles conduzem pesquisas no Broad Institute para desenvolver terapias para doenças humanas englobadas a príons. Outros interesses de pesquisa envolvem a identificação de biomarcadores para rastrear o soerguimento da doença do príon em pessoas vivas.